# Шрамек, Иван Фёдорович
Иван Фёдорович Шрамек (1818—1884) — российский педагог чешского происхождения; директор 5-й Санкт-Петербургской гимназии.
Родился в 1818 году. По окончании гимназического курса и философского отделения в Буденовице, поступил в Пражский университет, где и окончил богословский факультет.
Приехав в Россию, предписанием попечителя Санкт-Петербургского учебного округа был принят с 7 июня 1866 года на службу и первоначально зачислен кандидатом в комплект педагогов, а в следующем 1867 году был назначен преподавателем латинского языка в 5-ю Санкт-Петербургскую гимназию. В 1868 году перемещён на вновь учреждённую должность учителя греческого языка в той же гимназии, а с 1869 года стал одновременно преподавать и латинский язык в параллельных классах. В 1871 году он был назначен инспектором Новгородской гимназии, а через год, 22 августа 1872 года возвращён в Петербург директором 5-й гимназии и занимал эту должность до своей смерти 19 (31) июля 1884 года. Во время своего директорства он учредил при гимназии «Общество вспомоществования нуждающимся ученикам». В 1874 году принял российское подданство.
Из его печатных трудов известны:
- Чешская грамматика. — Санкт-Петербург: печ. В. Головина, 1868. — [8], 158 с.
- Этимология греческого языка для гимназий / На основании сравнит. языкознания сост. Иван Шрамек, инспектор Новгор. гимназии. — Санкт-Петербург: печ. В.И. Головина, 1872. — 292 с. разд. паг.
- Гомеровская этимология для гимназий. — Санкт-Петербург: Колесов и Михин, 1874. — [2], 60 с.
- Подробный словарь к запискам К. Юлия Цезаря о Галльской войне. — Санкт-Петербург: А. Дейбнер, 1882. — [6] с., 276 стб.

Также он обработал и снабдил предисловием: De viris illustribus urbis Romae a Romulo ad Augustum / Lhomond; Для рус. учеб. заведений. — Санкт-Петербург: тип. В.С. Балашева, 1877. — 330 с. разд. паг. (4-е изд. — Санкт-Петербург: тип. т-ва «Обществ. польза», 1891. — XII, 198, 120 с., 1 л. карт.).
Был награждён орденами: Св. Станислава 2-й ст. с императорской короной, Св. Анны 2-й ст., Св. Владимира 4-й ст. (1878).